# Championnat de Macao de football 2014
Navigation
Saison précédente Saison suivante
La saison 2014 du Championnat de Macao de football est la soixante-cinquième édition du Campeonato da Primeira Divisão, le championnat de première division à Macao. Les neuf meilleures équipes macanaises sont regroupées au sein d’une poule unique où elles s'affrontent deux fois au cours de la saison. En fin de championnat, seul le dernier du classement est relégué et remplacé par les deux meilleures équipes de deuxième division.
C'est le Casa do Sport Lisboa e Benfica qui est sacré cette saison après avoir terminé en tête du classement, avec trois points d'avance sur l'un des promus, le Sporting Clube de Macau et cinq sur le tenant du titre, le Clube Desportivo Monte Carlo. Il s’agit du tout premier titre de champion de Macao de l’histoire du club, qui réalise même le doublé en s'imposant en finale de la Coupe de Macao face à Monte Carlo.
L'avant-saison est marquée par le forfait de trois équipes : Lam Pak, Lam Ieng et Kuan Tai, qui se retirent pour des raisons financières. Ces désistements entraînent le repêchage des deux formations reléguées en fin de saison dernière.

## Les clubs participants
- PSP Macao
- Lai Chi - Promu de Segunda Divisão
- Sporting Clube de Macau - Promu de Segunda Divisão
- Clube Desportivo Monte Carlo
- Casa do Sport Lisboa e Benfica
- MFA Development
- Windsor Arch Ka I
- Chao Pak Kei
- Kei Lun

## Compétition
Le barème utilisé pour établir le classement est le suivant :
- Victoire : 3 points
- Match nul : 1 point
- Défaite : 0 point

### Classement
| Rang | Équipe                          | Pts | J  | G  | N | P  | Bp | Bc | Diff |
| ---- | ------------------------------- | --- | -- | -- | - | -- | -- | -- | ---- |
| 1    | Casa do Sport Lisboa e BenficaC | 41  | 16 | 13 | 2 | 1  | 63 | 5  | +58  |
| 2    | Sporting Clube de MacauP        | 38  | 16 | 12 | 2 | 2  | 41 | 11 | +30  |
| 3    | Clube Desportivo Monte CarloT   | 36  | 16 | 11 | 3 | 2  | 56 | 19 | +37  |
| 4    | Windsor Arch Ka I               | 31  | 16 | 9  | 4 | 3  | 47 | 17 | +30  |
| 5    | PSP Macao                       | 19  | 16 | 5  | 4 | 7  | 24 | 24 | 0    |
| 6    | Chao Pak Kei                    | 17  | 16 | 4  | 5 | 7  | 26 | 30 | -4   |
| 7    | Lai ChiP                        | 13  | 16 | 4  | 1 | 11 | 26 | 52 | -26  |
| 8    | MFA Development                 | 9   | 16 | 3  | 0 | 13 | 10 | 63 | -53  |
| 9    | Kei Lun                         | 1   | 16 | 0  | 1 | 15 | 10 | 82 | -72  |

|  | Champion de Macao 2014                                                              |
|  | Relégation directe en Segunda Divisão                                               |
|  | T : Tenant du titre C : Vainqueur de la Coupe de Macao P : Promu de Segunda Divisão |

## Bilan de la saison
| Championnat de Macao de football 2014 |                                            |
| Champion                              | Casa do Sport Lisboa e Benfica (1er titre) |
| Coupes et trophées                    |                                            |
| Vainqueur de la Coupe de Macao 2014   | Casa do Sport Lisboa e Benfica             |
| Qualifications continentales          |                                            |
| Coupe de l'AFC 2015                   | Aucun                                      |
| Promotions et relégations             |                                            |
| Promus en Primeira Divisão            | Casa de Portugal FC                        |
| Promus en Primeira Divisão            | Chuac Lun                                  |
| Relégués en Segunda Divisão           | Kei Lun                                    |